# پابلیکس
پابلیکس (انگلیسی: Publix) شرکت خرده‌فروشی آمریکایی است، که دفتر مرکزی آن در لیک‌لند، فلوریدا واقع شده است و در سال ۱۹۳۰ توسط جرج جنکینز تأسیس شد.  به طور کامل متعلق به کارمندان کنونی و سابق و اعضای خانواده جنکینز است. با بیش از ۱۳۷۳ فروشگاه در جنوب شرقی ایالات متحده، فلوریدا بیشترین تعداد فروشگاه‌ها را با ۸۶۷ شعبه در خود جای داده است. این شرکت در سال ۲۰۲۴ اولین فروشگاه خود در کنتاکی را افتتاح کرد و همچنان به گسترش خود ادامه می‌دهد.
پابلیکس بزرگ‌ترین شرکت متعلق به کارکنان در ایالات متحده است و حدود ۲۵۰,۰۰۰ نفر را در شعبه‌ها، مدارس آشپزی، دفاتر مرکزی، و تأسیسات تولیدی خود به کار گرفته است. تأسیسات تولیدی این شرکت محصولات متنوعی از جمله لبنیات، نان، و خوراکی‌های دلی را تولید می‌کنند. این شرکت از زمان تأسیس خود به دلیل نوآوری و توجه به کیفیت خدمات به یکی از پیشروان صنعت خرده‌فروشی تبدیل شده است.
تاریخچه پابلیکس به تلاش‌های جرج جنکینز بازمی‌گردد، کسی که پس از ترک شغل خود در Piggly Wiggly تصمیم گرفت فروشگاه خود را با ایده‌های نوآورانه تأسیس کند. اولین فروشگاه او در سال ۱۹۳۰ در وینتر هیون، فلوریدا افتتاح شد. با وجود رکود اقتصادی بزرگ، فروشگاه‌های جنکینز موفق بودند. در سال ۱۹۴۰، او اولین سوپرمارکت فلوریدا را افتتاح کرد که ویژگی‌هایی مانند درهای اتوماتیک و سیستم تهویه مطبوع داشت. این رویکرد نوآورانه باعث شد تا پابلیکس به یکی از موفق‌ترین زنجیره‌های سوپرمارکت در ایالات متحده تبدیل شود.
پابلیکس یکی از بزرگترین زنجیره‌های سوپرمارکت در آمریکا است که توسعه قابل توجهی در فلوریدا و جنوب ایالات متحده داشته است. این شرکت در دهه ۱۹۵۰ به عنوان رهبر بازار در مرکز فلوریدا شناخته شد و در سال ۱۹۵۹ فعالیت خود را در جنوب فلوریدا گسترش داد. با افتتاح مرکز توزیع در میامی در سال ۱۹۶۳ و اضافه شدن سرویس‌های غذای آماده، پابلیکس به سرعت رشد کرد و تا سال ۱۹۷۴ فروش آن به یک میلیارد دلار رسید. این روند توسعه تا دهه‌های بعد ادامه یافت و در سال ۲۰۰۸ با خرید ۴۹ فروشگاه در فلوریدا، حوزه فعالیت خود را گسترش داد.
پابلیکس در دهه ۱۹۹۰ از مرزهای فلوریدا فراتر رفت و اولین فروشگاه خود را در ساوانا، جورجیا افتتاح کرد. این شرکت سپس به ایالت‌های کارولینای جنوبی، آلاباما، تنسی، ویرجینیا و کنتاکی وارد شد. در سال ۲۰۱۶، مدیریت پابلیکس به دست تاد جونز، اولین مدیر عامل خارج از خانواده جنکینز، سپرده شد. در ادامه، این شرکت برنامه‌های خود برای ورود به بازار کنتاکی را اعلام کرد و اولین فروشگاه‌های خود را در لوئیزویل در سال ۲۰۲۴ افتتاح کرد. پابلیکس همچنین با استفاده از معماری مدرن و سیستم‌های نورپردازی کارآمد، به سمت فروشگاه‌های دوستدار محیط زیست حرکت کرده است.
در طول همه‌گیری کووید-۱۹، پابلیکس اقداماتی برای حمایت از مشتریان و جامعه انجام داد. این شرکت فعالیت‌هایی مانند خرید محصولات لبنی و کشاورزی مازاد و توزیع آنها به بانک‌های غذایی را آغاز کرد. همچنین، پابلیکس واکسیناسیون را در چند ایالت آغاز کرد و بیش از ۳۰۰,۰۰۰ واکسن را تا اوایل ۲۰۲۱ توزیع کرد. با وجود انتقاداتی مبنی بر توزیع ناعادلانه واکسن‌ها، پابلیکس و دولت فلوریدا این اتهامات را رد کردند و بر مشارکت فعال این شرکت در خدمت به جوامع محلی تأکید داشتند.